# 프리즌 브레이크
프리즌 브레이크(Prison Break)는 미국 FOX 방송에서 2005년~2009년, 2017년 방영된 서스펜스 장르의 드라마 시리즈이다. 총제작자는 폴 슈어링(Paul Scheuring)이며, 에이덜스타인-패로스 프로덕션(Adelstein-Parouse Production)이 20세기 폭스와 함께 제작하였다. 기획 단계에서는 TV 시리즈물 《24》의 시즌 사이에 방영될 1회성 특별 드라마였지만, 엄청난 인기를 끌면서 연장방송이 되었다.
2006년 5월 15일에 미국에서 시즌 1이 방영되었으며, 2006년 8월에는 시즌 2, 2007년 8월 29일에는 시즌 3, 2008년 9월에는 시즌 4가 방영되어 2009년에 완결했으나 8년후인 2017년에 시즌 5가 특별 방송되었다. 한국어 더빙판은 2007년 5월 26일부터 SBS를 통해 시즌 1이 방영이 시작되었고 이후 2008년 6월 14일에는 시즌 2도 방송되었으며 현재는 종료되었다.
대한민국에서는 드라마 주인공 이름 '스코필드'를 줄인 '석호필' 열풍이 불며 큰 사랑을 받았다.

## 등장인물과 배우
- 도미닉 퍼셀 - 링컨 버로스 (Lincoln Burrows)
- 웬트워스 밀러 - 마이클 스코필드 (Michael Scofield)
- 로빈 터니 - 베로니카 도너번 (Veronica Donovan)
- 마셜 올먼 - 링컨 "엘제이" 버로스 주니어 (Lincoln "L. J." Burrows Jr.)
- 아마우리 놀라스코 - 페르난도 수크레 (Fernando Sucre)
- 로버트 네퍼 - 티오도르 "티백" 배그웰 (Theodore "T-Bag" Bagwell)
- 피터 스토메어 - 존 아브루치 (John Abruzzi)
- 록먼드 던바 - 벤자민 마일스 "시노트" 프랭클린 (Benjamin Miles "C-Note" Franklin)
- 세라 웨인 캘리스 - 세라 탠크레디 (Sara Tancredi)
- 웨이드 윌리엄스 - 브래드 벨릭 (Brad Bellick), 교도관
- 폴 어델스타인 - 폴 켈러먼 (Paul Kellerman), 요원
- 윌리엄 피크너 - 알렉산더 머혼 (Alexander Mahone)
- 크리스 밴스 - 제임스 휘슬러 (James Whistler)
- 로버트 위스덤 - 노먼 "Lechero" 세인트 존 (Norman "Lechero" St. John)
- 드나이 가르시아 - 소피아 루고 (Sofia Lugo)
- 조디 린 오키프 - 그레첸 모건 (Gretchen Morgan)
- 마이클 래퍼포트 - 돈 셀프 (Don Self)

## 촬영지
'시즌 1'의 대부분은 일리노이주에 있는 졸리엣(Joliet) 형무소, 오헤어 국제공항(O'Hare International Airport)과 캐나다 토론토에서 촬영되었다.

## 제작진
- 마티 애들스타인(Marty Adelstein) - executive producer
- 개리 브라운(Garry A. Brown) - producer
- 닐 모리츠(Neal H. Moritz) - executive producer
- 맷 옴스테드(Matt Olmstead) - writer and executive producer
- 돈 퍼루즈(Dawn Parouse) - executive producer
- 마이클 퍼본(Michael Pavone) - writer and executive producer
- 브렛 래트너(Brett Ratner) - director and executive producer
- 닉 산토라(Nick Santora) - writer and producer
- 폴 슈어링(Paul T. Scheuring) - creator, writer and executive producer
- 라민 자와디(Ramin Djawadi) - music composer
- 마이크 메카슈(Mike Mekash) - tattoo makeup artist

## 한국어 더빙 성우진 (SBS)
- 표영재 - 마이클 스코필드 (웬트워스 밀러)
- 양석정 - 링컨 버로우즈 (도미닉 퍼셀)
- 배정미 - 베로니카 도너번 (로빈 터니)
- 윤성혜 - 사라 탠크레디 (세라 웨인 캘리스)
- 장광 - 존 아브루치 (피터 스토메어)
- 오인성 - 페르난도 수크레 (아마우리 놀라스코)
- 이종혁 - 티오도르 "티백" 백웰 (로버트 네퍼)
- 강구한 - 브래드 벨릭 교도관 (웨이드 윌리엄스)
- 김태훈 - 헨리 포프 (스테이시 키치)
- 이봉준 - 알렉산더 마혼 요원 (윌리엄 피크너)
- 송준석 - 벤자민 마일스 프랭클린 (록먼드 던바) / 닉 새브린 (프랭크 그릴로) / 세바스찬 발포어 (안소니 스털크)
- 정승욱 - 폴 켈러맨 요원 (폴 어델스타인)
- 정재헌 - LJ 버로우즈 (마셜 올먼)
- 오세홍 - 찰스 '헤이와이어' 패토식 (실라스 웨어 밋첼) / 리차드 설린스 요원 (킴 코츠)
- 최문자 - 캐럴라인 레이놀즈 부통령 (퍼트리샤 웨티그)
- 원호섭 - 다니엘 헤일 (대니 맥카시)
- 김서영 - 마리크루즈 델가도 (카밀 구아티)
- 임주현 - 리사 릭스 (제슬린 길직)
- 엄상현 - 데이비드 '트위너' 아폴스키스 (레인 게리슨)
- 홍진욱